# Marc-André Dorion
Marc-André Dorion (* 30. März 1987 in St. Hubert, Québec) ist ein kanadischer Eishockeyspieler.

## Karriere

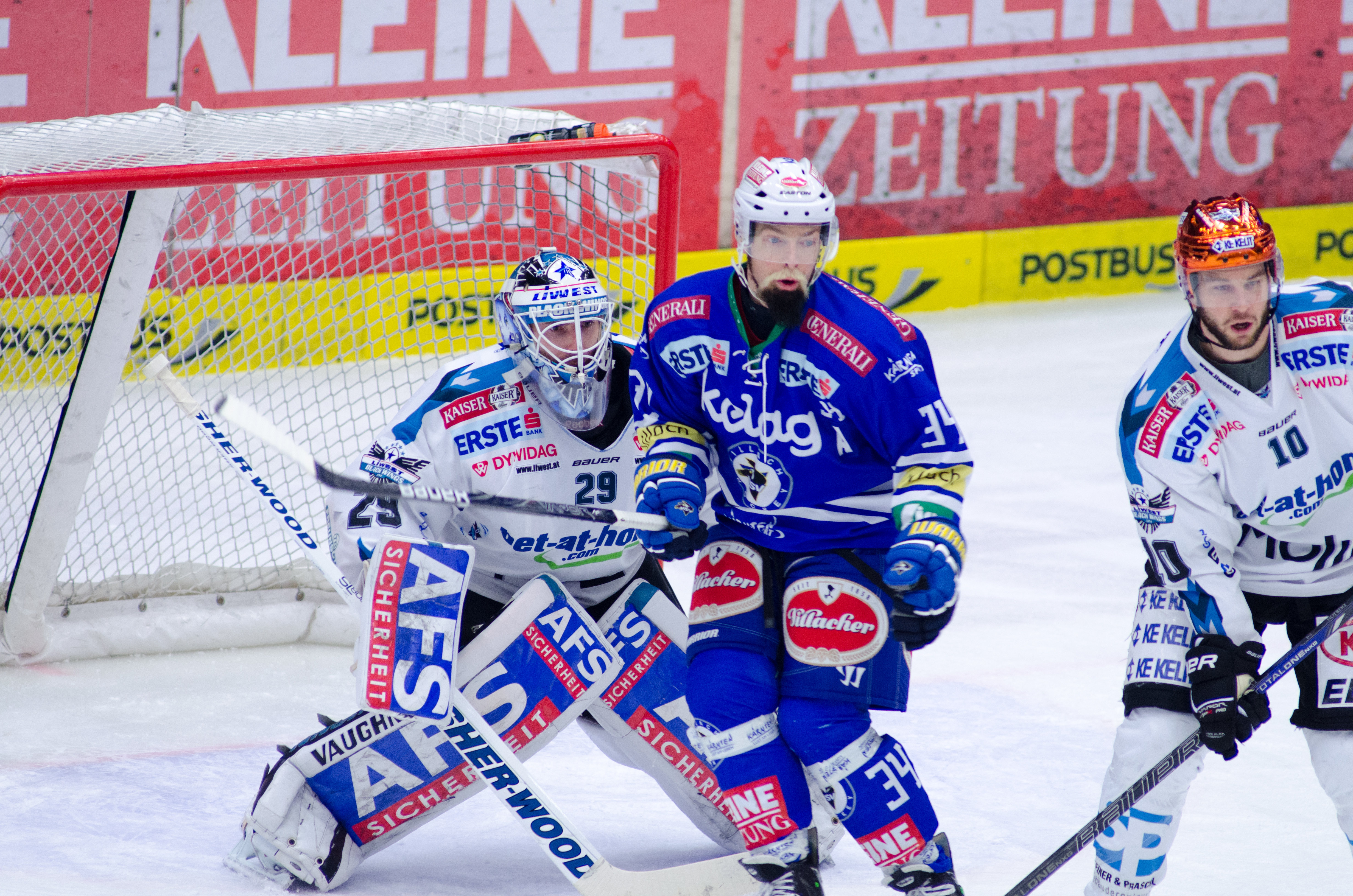
Michael Ouzas, Markus Peintner und Marc-André Dorion (v. l. n. r.), November 2013

Dorion begann seine Karriere in der Saison 2003/04 bei den Titan d’Acadie-Bathurst in der kanadischen Juniorenliga Ligue de hockey junior majeur du Québec, ehe er während der laufenden Spielzeit 2005/06 innerhalb der Liga zu den Drakkar de Baie-Comeau wechselte. Zwischen 2008 und 2012 stand er für die Universitätsmannschaft der McGill University in der CIS auf dem Eis. Dort gewann er in der Saison 2011/12 den University Cup und wurde, wie bereits in der Saison 2009/10, zum besten Verteidiger der abgelaufenen Spielzeit gewählt. Insgesamt erzielte der Kanadier in der CIS 192 Scorerpunkte in 174 Spielen und ist damit der punktbeste Verteidiger in der Geschichte der McGill Redmen.
Im April 2012 entschied sich Dorion zu einem Wechsel nach Europa und schloss sich dem EHC Linz aus der Österreichischen Eishockey-Liga an. Im März 2014 wurde sein Vertrag bei den Black Wings um zwei Jahre bis zum Ende der Saison 2015/16 verlängert.
Im Mai 2018 unterschrieb Dorion einen Vertrag bis 2019 bei den Vienna Capitals. Ab August 2020 spielte er wieder beim EHC Linz, 2021 wechselte er zu den Dragons de Rouen in die Ligue Magnus und spielte dort bis 2022.

## Erfolge und Auszeichnungen
- 2009/10 Verteidiger des Jahres in der CIS
- 2011/12 Verteidiger des Jahres in der CIS
- 2011/12 University Cup mit den McGill Redmen

## Karrierestatistik
(Legende zur Spielerstatistik: Sp oder GP = absolvierte Spiele; T oder G = erzielte Tore; V oder A = erzielte Assists; Pkt oder Pts = erzielte Scorerpunkte; SM oder PIM = erhaltene Strafminuten; +/− = Plus/Minus-Bilanz; PP = erzielte Überzahltore; SH = erzielte Unterzahltore; GW = erzielte Siegtore; 1 Play-downs/Relegation; Kursiv: Statistik nicht vollständig)